# Hain Ahmed
Hain Ahmed pasa (? - Kairó (?), 1524. január) török beglerbég, pasa, Egyiptom kormányzója, majd szultánja.

## Nevének eredete
A "Hain" török szó, és árulót jelent.

## Élete
Grúz származású volt. Tanulmányait az Enderûn Mektebi-ben végezte.
1521-ben Nándorfehérvár, 1522-ben Rodosz meghódításában vett részt.
1523-ban pályázott a nagyvezíri posztra, de azt riválisa, Pargali Ibrahim pasa kapta meg. Ezután Egyiptom kormányzójává nevezték ki, ahol szövetséget kötött az elnyomott mameluk emírekkel, és Egyiptom szultánjává kiáltatta ki magát. Még pénzt is veretett a saját képmásával.

## Halála
Szulejmán szultán Pargali Ibrahim pasát bízta meg a lázadás leverésével. Ezalatt Kadizade Mehmed emír egy nyilvános fürdőben kísérelt meg egy merényletet Hain Ahmed ellen, sikertelenül, aki elmenekült. Nem sokkal később elfogták és Kairóban (?) lefejezték.
Halála után érkezett Kairóba Pargali Ibrahim nagyvezír, aki megszigorította a tartomány polgári és katonai közigazgatását és Güzelce Kászim pasát nevezte ki Egyiptom új kormányzójának.

## Külső hivatkozások
- Mehmed Süreyya (haz. Nuri Akbayar) (1996), Sicill-i Osmani, İstanbul:Tarih Vakfı Yurt Yayınları ISBN 975-333-0383 C.I s.196
- Danışmend, İsmail Hâmi, (1971), Osmanlı Devlet Erkâni, İstanbul:Türkiye Yayınevi s.99-106
- Yayın Kurulu "Ahmet Paşa (Hain)", (1999), Yaşamları ve Yapıtlarıyla Osmanlılar Ansiklopedisi, İstanbul:Yapı Kredi Kültür Sanat Yayıncılık A.Ş. C.2 s.146 ISBN 975-08-0072-9